# Паволоцька сільська рада
Паволоцька сільська рада — колишня адміністративно-територіальна одиниця та орган місцевого самоврядування у Попільнянському районі Білоцерківської округи, Київської й Житомирської області Української РСР та України з адміністративним центром у с. Паволоч.

## Населені пункти
Сільській раді підпорядковані населені пункти:
- с. Паволоч
- с. Соколів Брід

## Населення
Кількість населення ради, станом на 1931 рік, складала 1 850 осіб.
Відповідно до результатів перепису населення СРСР, кількість населення ради, станом на 12 січня 1989 року, становила 2 080 осіб.
Станом на 5 грудня 2001 року, відповідно до перепису населення України, кількість мешканців сільської ради становила 1 639 осіб.

## Склад ради
Рада складається з 16 депутатів та голови.

### Керівний склад сільської ради
| ПІБ                           | Основні відомості                                                    | Дата обрання | Дата звільнення |
| ----------------------------- | -------------------------------------------------------------------- | ------------ | --------------- |
| Пасічник Володимир Григорович | Сільський голова, 1954 року народження, освіта, член народної партії | 26.03.2006   | 31.10.2010      |
| Згортюк Михайло Петрович      | Сільський голова, 1954 року народження, освіта вища, безпартійний    | 31.10.2010   |                 |

Примітка: таблиця складена за даними джерела

## Історія
Створена 1923 року в складі містечка Паволоч та с. Соколів Брід Паволоцької волості Сквирського повіту Київської губернії. 7 березня 1923 року включена до складу новоствореного Попільнянського району Білоцерківської округи. 27 березня 1925 року с. Соколів Брід передане до складу Сквирського району Білоцерківської округи. 24 лютого 1926 року, відповідно до постанови ВУЦВК «Про встановлення точного реєстру селищних рад в залюднених пунктах з переважним єврейським населенням на терені Української Соціялістичної Радянської Республіки», з містечкової частини міст. Паволоч утворено єврейську селищну раду. 20 червня 1933 року, відповідно до постанови Київського облвиконкому «Про утворення в с. Паволоч Попільнянського району додаткової сільради», з частин Басарабія, Заріччя та Ксьондзівка с. Паволоч утворено Зарічанську сільську раду Попільнянського району.
Станом на 1 вересня 1946 року сільська рада входила до складу Попільнянського району Житомирської області, на обліку в раді перебувало с. Паволоч.
12 квітня 1948 року, відповідно до указу Президії Верховної ради Української РСР «Про деякі зміни в адміністративному устрої Житомирської області», Паволоцьку національну сільську раду ліквідовано з підпорядкуванням території Паволоцькій українській сільській раді. 11 серпня 1954 року, відповідно до указу Президії Верховної ради Української РСР «Про укрупнення сільських рад по Житомирській області», приєднано території ліквідованих Зарічанської та Соколово-Брідської сільських рад Попільнянського району з підпорядкуванням с. Соколів Брід.
На 1 січня 1972 року сільська рада входила до складу Попільнянського району Житомирської області, на обліку в раді перебували села Паволоч та Соколів Брід.
Виключена з облікових даних 17 липня 2020 року. Територію та населені пункти ради, відповідно до розпорядження Кабінету Міністрів України № 711-р від 12 червня 2020 року «Про визначення адміністративних центрів та затвердження територій територіальних громад Житомирської області», включено до складу Попільнянської селищної територіальної громади Житомирського району Житомирської області.